# Leos
Leos ( Λεώς) fou un dels herois epònims de les tribus àtiques, i el seu nom correspon a la tribu Leòntida. Era, suposadament, fill d'Orfeu. Va tenir un fill, Cliant, i tres filles.
Quan Atenes patia una plaga de fam, va oferir espontàniament les seves filles encara verges, com a víctimes expiatòries, a l'exigir l'oracle de Delfos el sacrifici d'éssers humans, per fer tornar l'abundància de les collites. Les joves després foren honorades pels atenencs que van erigir el Leocorion (derivat de Λεὼς i κόραι), un santuari al barri del Ceràmic. Elià anomena a aquestes filles amb el nom de Praxitea (segons Foci Fasitea), Teope i Eubula.